# Freya Stark
Freya Madeleine Stark, Mrs Perowne (31 de enero de 1893, París, Francia - 9 de mayo de 1993, Asolo, Italia) fue una exploradora y escritora británica. Escribió más de una docena de libros de sus viajes a Oriente Medio y Afganistán, varias autobiografías y ensayos. Ella fue una de las primeras personas no árabes en recorrer el sur del Desierto Arábigo.

## Primeros años y estudios
Freya Stark nació el 31 de enero de 1893 en París, donde sus padres estaban estudiando arte. Su madre, Flora, era una italiana descendiente de ingleses, franceses, polacos y alemanes; su padre, Robert, era un pintor inglés originario de Devon. Stark pasó la mayoría de su infancia en el norte de Italia, ya que Pen Browning, un amigo de su padre, tenía compradas tres casas en Asolo. Su abuela materna vivió en Génova.
El matrimonio de sus padres fue infeliz desde el principio, y se separaron cuando Freya era todavía pequeña. El biógrafo de Stark, Jane Fletcher Geniesse —citando a la prima de Freya, Nora Stanton Blatch Barney— asegura que el padre biológico de Freya era «un aparente hombre joven proveniente de una familia de Nueva Orleans» llamado Obediah Dyer. No se conoce corroboración de esta afirmación, y no sabemos si Stark estaba advertida de esto; ella no hizo ninguna referencia en ninguno de sus escritos, incluida su autobiografía.
En su noveno cumpleaños Freya recibió una copia de Las mil y una noches, y quedó fascinada con Oriente. En su juventud era frecuente que enfermara y pasara largas temporadas en su casa, así que encontró una vía de escape en la lectura. Le gustaba mucho leer en francés, en particular Alejandro Dumas, y aprendió de manera autodidacta latín. Cuando tenía 13 años sufrió un accidente en una fábrica en Italia, cuando su pelo quedó atrapado en una máquina, y tuvo que pasar cuatro meses recibiendo injertos de piel en el hospital, los cuales dejaron su cara desfigurada. Posteriormente aprendió árabe y persa, y estudió historia en la Escuela de estudios Orientales y Africanos de la Universidad de Londres.

## Viajes y obras
Durante la I Guerra Mundial, Stark participó el destacamento de enfermeras voluntarias y sirvió inicialmente con la unidad de ambulancias de la Cruz Roja Británica de G. M. Trevelyan, ubicada en la Villa Trento cerca de Udine. Su madre se había quedado en Italia y formaba parte de un negocio; su hermana Vera estaba casada con el copropietario. En noviembre de 1927 visita Asolo por primera vez en años. Después, en el mismo mes, embarcó en un barco a Beirut, donde empiezan sus viajes a Oriente. Se hospedó primero en la casa de James Elroy Flecker en Líbano, después en Bagdad (Irak era protectorado británico) donde conoció al alto comisario británico.
En 1931 había completado tres viajes peligrosos por el desierto oeste de Irán (algunas zonas no había sido nunca visitadas), y localizó el legendario Valle de los Asesinos (Hashashins). Describió esas exploraciones en The Valleys of the Assassins (1934) y recibió el Premio de la Royal Geographical Society en 1933.
En 1935 viajó al Hadhramaut, el interior del sur de Arabia, donde solamente unos pocos exploradores se habían aventurado, nunca tan lejos como ella llegó. Publicó la explicación de la región en tres libros, The Southern Gates of Arabia: A Journey in the Hadhramaut (1936), Seen in The Hadhramaut (1938) y A winter in Arabia (1940). Por sus viajes recibió la Founder´s Gold Metal de la Royal Geographical Society.
Durante la II Guerra Mundial se unió a Ministerio de Información Británico (British Ministry of Information), y contribuyó a la creación de la red de propaganda Ikhwan al Hurriya (Hermandad de Libertad) dirigido a convencer a los árabes para que apoyaran a los aliados o al menos permanecieran neutrales. Estas experiencias en tiempos de guerra fueron descritas en sus Letters from Syria (1942) y East is West (1945).
En 1947, a la edad de 54 años, se casó con Stewart Perowne, un diplomático e historiador británico. La pareja no tuvo hijos, y se separaron en 1952, sin llegar a divorciarse. Durante esos años ella no escribió nada de viajes o exploraciones, pero publicó un volumen de varios ensayos, Perseus in the Wind (1948) y tres volúmenes autobiográficos: Traveller´s Prelude (1950), Beyond Euphrates. Autobiography 1928-1933 (1951) y The Coast of Incense. Autobiography 1933-1939 (1953). Stewart Perowne murió en 1989.
El primero de los grandes viajes de Stark después de la guerra fue a Turquía, que fue la base de sus libros Ionia a Quest (1954) y The Lycian Shore (1956). Después continuó con sus memorias con Dust in the Lion´s Paw. Autobiography 1939-1946 (1961) y publicó un historia de Rome on the Euphrates: The Story of a Frontier (1966) y otra colección de ensayos, The Zodiac Arch (1968).
La última expedición, en una edad avanzada, fue a Afganistán, y en 1970 publicó The Minaret of Djam: An Excursion into Afghanistan. En su retiro de Asolo, aparte de escribir un estudio corto, Turkey: A Sketch of Turkish History (1971), se ocupó de agrupar una nueva colección de ensayos, A peak in Darien (1976), y preparó una selección de sus Letters (8 volúmenes, 1974-82, un volumen, Over the rim of the world: selected letters, 1982) y de sus escritos viajeros, The Journey´s Echo (1988). Murió en Asolo un 9 de mayo de 1993, unos meses después de cumplir cien años.

## Obras
Casi todos sus libros fueron primeramente publicados por John Murray en Londres.
- Baghdad Sketches (Bagdad, The Times Press Ltd. 1932)
- The Valleys of the Assassins and Other Persian Travels (Mazandaran, Irán)
- The Southern Gates of